# Heinrich Müller-Wachenfeld

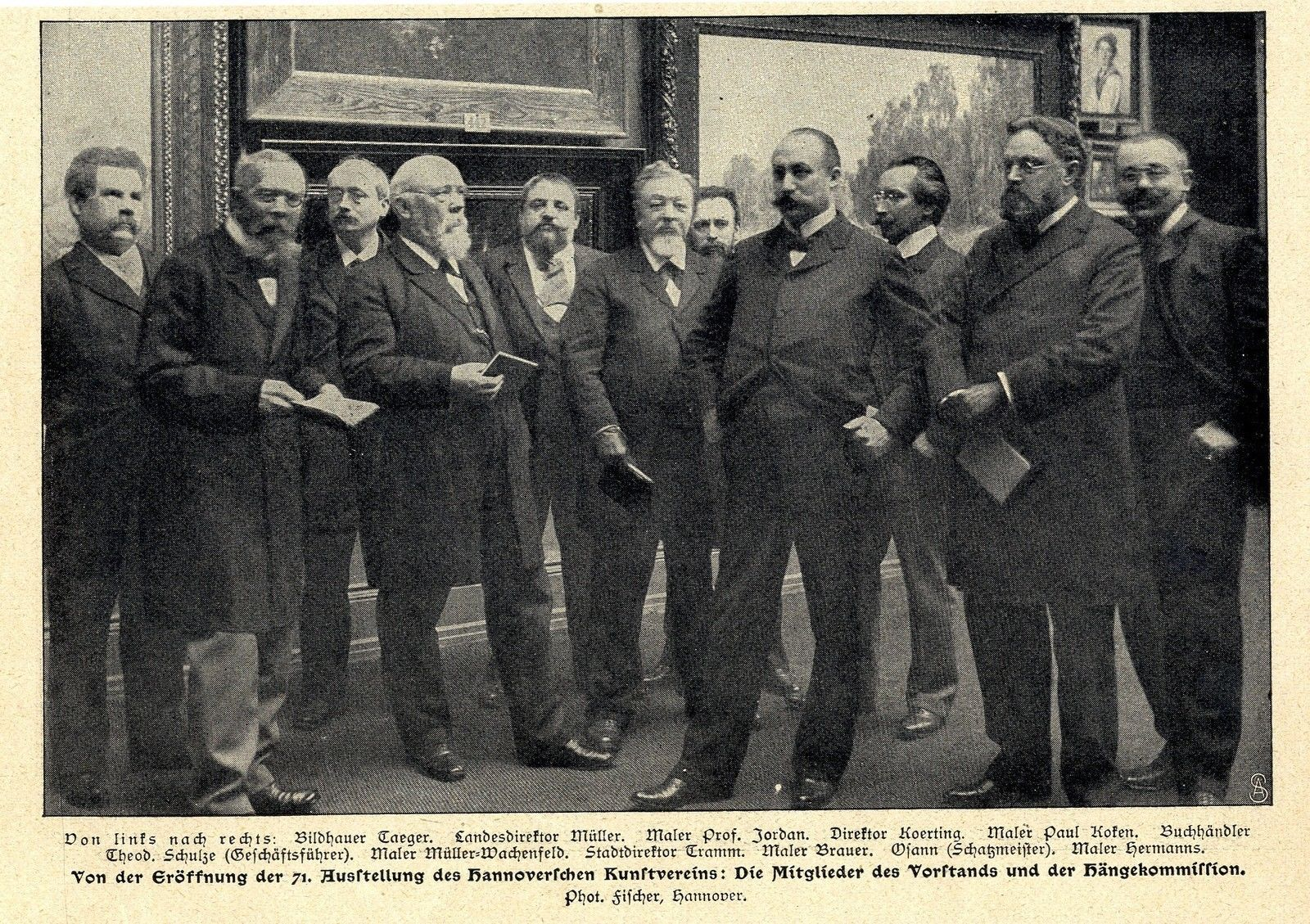
Müller-Wachenfeld (7. von links) bei der 71. Ausstellungseröffnung des Kunstvereins Hannover

Heinrich Müller-Wachenfeld, eigentlich Adolf Heinrich Hermann Müller (* 2. Februar 1861 in Herzberg am Harz; † 23. April 1925 in Hannover), war ein deutscher Maler.
Offenbar verwendete Müller-Wachenfeld selbst den Vornamen Hermann, dies belegt ein Aufkleber auf der Rückseite des Bildes Am Waldrand aus seinem Nachlass. 
Über das Leben von Heinrich Müller-Wachenfeld ist nur wenig bekannt. Er arbeitete vorwiegend im Raum Hannover.

## Bekannte Werke (Auswahl)
- Am Waldrand (Memento des Angebots bei Fridayin)
- Auf dem Darß, um 1900 (bei artnet)
- Bauernkate am See (bei artnet)
- An der italienischen Küste (bei artnet)
- Blick auf Schloss Herzberg im Harz (bei artnet)
- Die Weide (bei artnet)
- Kunstgärtnerei (bei Lot-tissimo)
- Am Strande Steinhuder Meer, um 1912 (bei invaluable.com)
- Bauernhaus und Kühe bei Fischerhude (bei findartinfo.com und bei auction.fr)
- Blühende Bäume am Fluss (bei lotsearch.net)
- Am Sande in Lüneburg (bei picclick)
- Am Steinhuder Meer (bei picclick)
- Am Bache, Studie auf Leinwand, 50,2 cm × 34,5 cm, im Besitz des Niedersächsischen Landesmuseums Hannover[1]
- Um 1910: Altes Rathaus[3]
- Weidende Rinder, Ölgemälde[2]
- Das Leineufer in Hannover, Zeichnung von der Pferdeschwemme aus gesehen[3]
- Das Leibniz-Haus in Hannover[3]
- Auktionsergebnisse bei findartinfo